# Franz-Georg Guizetti
Franz-Georg Guizetti (* 23. Februar 1901 in Celle; † 7. Februar 1982) war ein deutscher Fabrikant und Politiker (CDU).

## Leben
Franz-Georg Guizetti stammte aus der italienischen Einwandererfamilie Guizetti, die sich im 17. Jahrhundert aus Venetien in Celle ansiedelte und 1696 eine Wachsbleiche u. Kerzenfabrik in Celle gründete. Nach einer kaufmännischen Lehre und Studium an der Handelshochschule Köln trat Franz Georg Guizetti in das Familienunternehmen ein.
Guizetti war von 1953 bis 1969 Vorstandsvorsitzender des Verbandes Deutscher Kerzenhersteller. Sein Nachfolger wurde Erich Kopschitz aus Rotthalmünster. Er war zudem Präsident des Verbandes der Europäischen Kerzenhersteller mit Sitz in Paris.
Franz-Georg Guizetti wurde 1946 Ratsherr in Celle und langjähriger Vorsitzender der CDU-Fraktion. Von 1948 bis 1952 war er Oberbürgermeister von Celle.
Guizetti heiratete 1922 Hedwig geb. Kleiner; aus der Ehe gingen acht Kinder hervor. Nach dem Tod seiner Frau heiratete er die Gymnasialprofessorin Johanna („Hanni“) Guizetti-Zier.
1959 wurde er von Kardinal-Großmeister Nicola Kardinal Canali zum Ritter des Ritterordens vom Heiligen Grab zu Jerusalem ernannt und am 6. Juni 1959 durch Lorenz Jaeger, Großprior der deutschen Statthalterei, und Friedrich August von der Heydte, Statthalter in Deutschland, investiert. Er war zuletzt Komtur des Ordens.

## Ehrungen und Auszeichnungen
- Ritter vom Heiligen Grab (1959)
- Namensgeber der Guizettistraße in Celle
- Namensgeber des CMS Pflegewohnstift Franz-Guizetti-Park in Celle
- Bundesverdienstkreuz 1. Klasse (26. September 1969)[6]